# قرى الخريجين (حوش عيسى)
قرية قرى الخريجين هي إحدى القرى التابعة لمركز حوش عيسى في محافظة البحيرة في جمهورية مصر العربية. حسب إحصاءات سنة 2006، بلغ إجمالي السكان في قرى الخريجين 14803 نسمة، منهم 8115 رجل و6688 امرأة.